# Rodger Saffold
Rodger P. Saffold III (Bedford, 6 giugno 1988) è un giocatore di football americano statunitense che gioca nel ruolo di offensive tackle per i Buffalo Bills della National Football League (NFL). Fu scelto nel corso del secondo giro (33º assoluto) del Draft NFL 2010 dai Rams. Al college ha giocato a football all'Università dell'Indiana.

## Carriera

### St. Louis/Los Angeles Rams
Saffold fu scelto dai St. Louis Rams nel corso del secondo giro del Draft 2010. Il 28 luglio 2010, firmò un contratto quadriennale per un totale di 6,3 milioni di dollari, inclusi 3,9 milioni garantiti. Nella sua stagione da rookie si impose subito come tackle sinistro titolare dei Rams, disputando dall'inizio tutte le 16 gare e venendo inserito nella formazione ideale dei rookie. Debuttò come professionista il 12 settembre 2010 contro gli Arizona Cardinals. Terminò giocando 16 partite da titolare. Nel 2011 giocò 9 partite tutte da titolare.
Nel 2012 giocò 10 partite da titolare, mentre nel 2013 giocò 12 partite di cui 9 da titolare.
L'11 marzo 2014, Saffold firmò con gli Oakland Raiders un contratto quinquennale del valore di 42,5 milioni di dollari ma questo fu annullato il giorno successivo dopo che il giocatore non superò un test fisico. Tornò così ai Rams con cui firmò un nuovo contratto quinquennale. Nel 2017 fu inserito nel Second-team All-Pro dall'Associated Press. Nei playoff 2018, i Rams batterono i Cowboys e i Saints, qualificandosi per il loro primo Super Bowl dal 2001, perso contro i New England Patriots..

### Tennessee Titans
Il 14 marzo 2019, Saffold firmò con i Tennessee Titans un contratto quadriennale del valore di 44 milioni di dollari. Nel 2021 fu convocato per il Pro Bowl al posto dell'infortunato Quenton Nelson.

### Buffalo Bills
Il 14 marzo 2022 Saffold firmò un contratto di un anno con i Buffalo Bills. A fine stagione fu convocato per il suo secondo Pro Bowl di nuovo al posto dell'infortunato Quenton Nelson.

## Palmarès

### Franchigia
- National Football Conference Championship: 1

Los Angeles Rams: 2018

### Individuale
- Convocazioni al Pro Bowl: 2

2021, 2022
- Second-team All-Pro: 1

2017
- PFWA All-Rookie Team - 2010